# Лидокаин
Лидокаин, известен също като ксилокаин и лигнокаин , е лекарство използвано за обезчувствяване на тъканите в определена област и за лечение на камерна тахикардия. Може да се използва и за нервни блокове. Лидокаин се смесва с малко количество адреналин за да позволи използването му в по-големи дози като обезболяващо и да направи ефектът му по-дълготраен. При инжектиране обикновено започва да работи след около четири минути, а ефектът му трае от половин час до три часа. Лидокаин може да се прилага директно върху кожата, за облекчаване на болката.
Често срещани странични ефекти включват сънливост, мускулни потрепвания, объркване, нарушения на зрението, изтръпване, скованост и повръщане. Може да предизвика намаляване на кръвното налягане и неравномерност на ударите на сърцето. Има опасения, че инжекции в ставата може да доведе до проблеми с хрущяла. Общо взето е безопасен при бременност. При хората с чернодробни проблеми дозите трябва да са по-ниски. Като цяло е безопасен за използване от алергични към тетракаин и бензокаин. Лидокаин е антиаритмическо лекарство клас Ib type. Лидокаинът работи, като блокира натриевите канали и по този начин намаляване на честотата на съкращенията на сърцето. При използване на местно ниво като обезболяващ агент, местните неврони не могат да сигнализират на мозъка.